# بوروندك خان
بوروندك بن كيري خان (بالقازاقية: Бұрындық бин Керей хан)‏ إختصارًا (بوروندك خان) كما يعرف باسم مورينديق (بالقازاقية: Мұрындық)‏، هو الخان الثالث في تسلسل الحكم على خانية القازاق وهو السلطان الوحيد من نسل كيري خان، تولى حكم الخانية بداية من عام 1474م أو 1480م وإستمر حتى 1511م.

## حياته
بوروندك هو ابن الخان الأول وأحد مؤسسي خانية القازاق كيري خان، جده بولات بن توكتاكيا بن أوروس خان [الإنجليزية]، ونسبه يرجع بشكل مباشر إلى جوجي بن جنكيز خان، تاريخ ميلاده وحياته المبكرة مجهولة لعدم وجود تسجيلات توثق تفاصيل هذه الفترة.
له شقيقان لا تفاصيل مسجلة عن حياتهما ومصيرهما.

## سيرته
أصبح بوروندك خانًا على القازاق بعد وفاة الخان الثاني جانيبك بن باراك عام 1480 تقريبًا، إلا أن المصادر التاريخية تذكر أسماء مختلفة لحكام مناطق الكازاخ في تلك الفترة منهم قاسم بن جانيبك خان الأكثر توثيقًا والذي جال جميع مناطق بحيرة بالكاش ونهر كاراتال، حتى خلال حكمه كان بوروندك خان قليل التأييد من قبل شعبه مقارنةً مع قاسم خان ذو التأييد الكبير، فلكون قاسم خان هو القائد العام للجيش الذي أحرز إنتصارات عديدة ضد شاه محمد الشيباني، نبل أخلاق قاسم وإنتصاراته رفعت من دعم سلاطين الكازاخ له حتى وصل الأمر إلى إعلانه خانًا على كافة شعوب الكازاخ بشكل غير رسمي، بينما كانت شعبية بوروندك ودعمه في إنخفاض، في عام 1511م تم خلع بوروندك من منصب الخان وتعيين قاسم بن جانيبك خانًا رسميًا على خانية القازاق.
قاسم خان لم يهدر حياة بوروندك وسمح له بمغادرة البلاد، سافر بورونديك إلى سمرقند وتقاعد فيها ليسكن مع إحدى بناته حتى توفي، بوروندك خان كان الحاكم الوحيد على الكازاخ من نسل كيري خان، بينما الحكام الآخرون ينحدرون من نسل جانيبك خان.

## طالع أيضًا
- خانية القازاق
- كيري خان
- جانيبك خان
- قاسم خان (سلطان)
- محمد شيباني خان
- كازاخ